# Matheus Cunha
Matheus Santos Carneiro Da Cunha (João Pessoa, 27 mei 1999) - alias Matheus Cunha - is een Braziliaanse voetballer die doorgaans als aanvaller speelt. Hij verruilde Atlético Madrid in juli 2023 voor Wolverhampton Wanderers, dat hem in het voorgaande halfjaar al huurde. Matheus Cunha debuteerde in 2021 in het Braziliaans voetbalelftal.

## Carrière

### Jeugd
Cunha speelde als kind zaalvoetbal bij een club in Recife, voordat hij de switch maakte naar veldvoetbal. Tot zijn achttiende speelde hij in de jeugd van Coritiba.

### FC Sion
FC Sion haalde Cunha in juli 2017 naar Zwitserland haalde. Daarvoor maakte hij diezelfde maand zijn debuut in het betaald voetbal. Hij kreeg tijdens een kwalificatiewedstrijd voor de Europa League uit bij Sūduva Marijampolė (3–0 verlies) direct een basisplaats. Zijn debuut in de Super League volgde op 27 september 2018, thuis tegen FC Lausanne-Sport (1–1). Cunha groeide in zijn eerste seizoen bij Sion meteen uit tot basisspeler. Hij maakte dat jaar tien doelpunten, waaronder drie door middel van een hattrick in een met 1–4 gewonnen competitiewedstrijd uit bij FC Thun. Daarnaast was hij goed voor acht assists.

### RB Leipzig
Cunha verruilde FC Sion na één seizoen voor RB Leipzig, de nummer zes van de Bundesliga in het voorgaande seizoen. Hier tekende hij een contract tot medio 2023. Op 26 juli maakte hij in de Europa League-kwalificatiewedstrijd tegen BK Häcken zijn debuut voor de club. Hij was direct goed voor een goal en een assist in een 4-0 overwinning op de Zweden. Een maand later maakte hij tegen Borussia Dortmund zijn competitiedebuut voor de club.  
Het lukte hem nooit om basisspeler te worden bij de Duitse club. Zijn aantal doelpunten in de Bundesliga bleef in anderhalf jaar ook beperkt tot twee. Cunha stond in zijn eerste jaar bij Leipzig wel twaalf keer in de basis tijdens wedstrijden in de Europa League (en drie voorronden daarvoor). In 2019/20 speelde hij ook voor het eerst in de Champions League, tegen FK Zenit en Olympique Lyon. Leipzig bereikte dat jaar de halve finale, maar Cunha verliet voor aanvang van de knock-outfase de club. Hij kwam tot negen goals en drie assists in 52 wedstrijden.

### Hertha BSC
Cunha tekende op 31 januari 2020 een contract tot medio 2024 bij Hertha BSC. Op 15 februari maakte hij tegen SC Paderborn met een assist zijn debuut voor de club. Op 28 februari scoorde hij in een 3-3 gelijkspel tegen Fortuna Düsseldorf zijn eerste goal voor Hertha. Het was de start van een reeks van vier wedstrijden waarin Cunha telkens scoorde, Hertha acht punten pakte en van plek veertien steeg naar plek elf. 
Bij Hertha werd Cunha wel basisspeler, onder alle vier de coaches die hij er in anderhalf jaar zag komen en gaan. Bij Hertha moest hij wel mee in een ander soort voetbal: niet om de prijzen, maar om lijfsbehoud. Zijn ploeggenoten en hij eindigden in seizoen 2020/21 twee punten boven de degradatiestreep. Hij scoorde dat seizoen tegen onder meer Bayern München, Bayer Leverkusen en twee keer tegen Borussia Dortmund. In totaal speelde Cunha veertig wedstrijden voor Hertha, waarin hij goed was voor dertien goals en tien assists. 

### Atlético Madrid
De Braziliaan verruilde Hertha in augustus 2021 voor Atlético Madrid, de kampioen van Spanje in het voorgaande seizoen. Dat betaalde 25 miljoen euro voor hem. Cunha maakte op 29 augustus tegen Villarreal zijn debuut voor Atlético. Op 28 oktober maakte hij als invaller tegen Levante zijn eerste doelpunt voor de club. Het lukte hem hier opnieuw niet om zich in de basis te spelen bij een topclub. Hij speelde dat seizoen in 29 competitieronden, maar viel daarvan 21 keer in. In de Champions League kreeg hij geen enkele basisplaats en maakte hij in vijf invalbeurten geen enkel doelpunt. Wel kwam hij tot zeven goals en zes assists.  

### Wolverhampton Wanderers
Atlético verhuurde Cunha in januari 2023 voor een halfjaar aan Wolverhampton Wanderers. Op 4 januari maakte hij tegen Aston Villa zijn debuut voor de club. Zijn eerste van twee goals dat seizoen scoorde hij op op 18 maart tegen Leeds United. Na een dertiende plaats in de Premier League nam Wolverhampton hem definitief over.
Op 4 februari 2024 scoorde Cunha een hattrick in een 4-2 overwinning op Chelsea. In totaal was hij dat seizoen goed voor veertien goals en acht assists in 36 wedstrijden, tot dan toe het beste seizoen uit zijn carrière.

### Manchester United
Op 12 juni 2025 begon Cunha bij Manchester United. De voetbalclub betaalde 74 miljoen euro om hem aan te nemen. Cunha tekende een 5-jarig contract (mogelijkheid tot een verlening van 12 maanden) bij de club. Cunha beschreef dat spelen bij Manchester United een kinderdroom was.

## Clubstatistieken
| Seizoen | Club                    | Competitie     | Competitie | Competitie | Competitie | Beker | Beker | Beker | Overig | Overig | Overig | Totaal | Totaal | Totaal |
| Seizoen | Club                    | Competitie     | Wed.       | Dlp.       | Ass.       | Wed.  | Dlp.  | Ass.  | Wed.   | Dlp.   | Ass.   | Wed.   | Dlp.   | Ass.   |
| ------- | ----------------------- | -------------- | ---------- | ---------- | ---------- | ----- | ----- | ----- | ------ | ------ | ------ | ------ | ------ | ------ |
| 2017/18 | FC Sion                 | Super League   | 29         | 10         | 8          | 1     | 0     | 0     | 2      | 0      | 0      | 32     | 10     | 8      |
| 2018/19 | RB Leipzig              | Bundesliga     | 25         | 2          | 1          | 2     | 1     | 0     | 12     | 6      | 1      | 39     | 9      | 2      |
| 2019/20 | RB Leipzig              | Bundesliga     | 10         | 0          | 1          | 1     | 0     | 0     | 2      | 0      | 0      | 13     | 0      | 1      |
| 2019/20 | Hertha BSC              | Bundesliga     | 11         | 5          | 2          | 0     | 0     | 0     | —      | —      | —      | 11     | 5      | 2      |
| 2020/21 | Hertha BSC              | Bundesliga     | 27         | 7          | 5          | 1     | 1     | 2     | —      | —      | —      | 28     | 8      | 7      |
| 2021/22 | Hertha BSC              | Bundesliga     | 1          | 0          | 1          | 0     | 0     | 0     | —      | —      | —      | 1      | 0      | 1      |
| 2021/22 | Atlético Madrid         | La Liga        | 29         | 6          | 6          | 3     | 1     | 0     | 5      | 0      | 0      | 37     | 7      | 6      |
| 2022/23 | Atlético Madrid         | La Liga        | 11         | 0          | 2          | 1     | 0     | 0     | 5      | 0      | 0      | 17     | 0      | 2      |
| 2022/23 | → Wolverhampton         | Premier League | 17         | 2          | 0          | 3     | 0     | 0     | —      | —      | —      | 20     | 2      | 0      |
| 2023/24 | Wolverhampton Wanderers | Premier League | 32         | 12         | 7          | 4     | 2     | 1     | —      | —      | —      | 36     | 14     | 8      |
| 2024/25 | Wolverhampton Wanderers | Premier League | 28         | 14         | 4          | 3     | 2     | 0     | —      | —      | —      | 31     | 16     | 4      |
| TOTAAL  | TOTAAL                  | TOTAAL         | 220        | 58         | 37         | 19    | 7     | 3     | 26     | 6      | 1      | 265    | 71     | 41     |

Bijgewerkt t/m 22 april 2025.

## Interlandcarrière
Matheus Cunha maakte deel uit van Brazilië –20, Brazilië –23 en het Braziliaans olympisch team. Met laatstgenoemde won hij goud op de Olympische Spelen van 2020. In aanloop naar het toernooi scoorde hij vijf keer in vijf wedstrijden tijdens de kwalificatie. Tijdens het toernooi zelf maakte hij een doelpunt in de groepsfase (tegen Saudi-Arabië), het enige doelpunt van de wedstrijd in de kwartfinale (tegen Egypte) en de 1–0 in de met 2–1 gewonnen finale tegen Spanje.
Matheus Cunha debuteerde op 3 september 2021 in het Braziliaans voetbalelftal. Bondscoach Tite liet hem toen in de 78e minuut invallen voor Gabriel Barbosa tijdens een met 0–1 gewonnen WK-kwalificatiewedstrijd tegen Chili. Hij kwam tijdens die kwalificatie nog vijf keer in actie, maar maakte geen deel uit van het nationale team op het WK 2022.
Op 26 maart 2025 maakte hij in een 4-1 nederlaag tegen Argentinië zijn eerste interlanddoelpunt voor Brazilië.

## Erelijst
| Olympisch kampioen | 1x | 2020 |